# Orquesta Estatal Sajona de Dresde

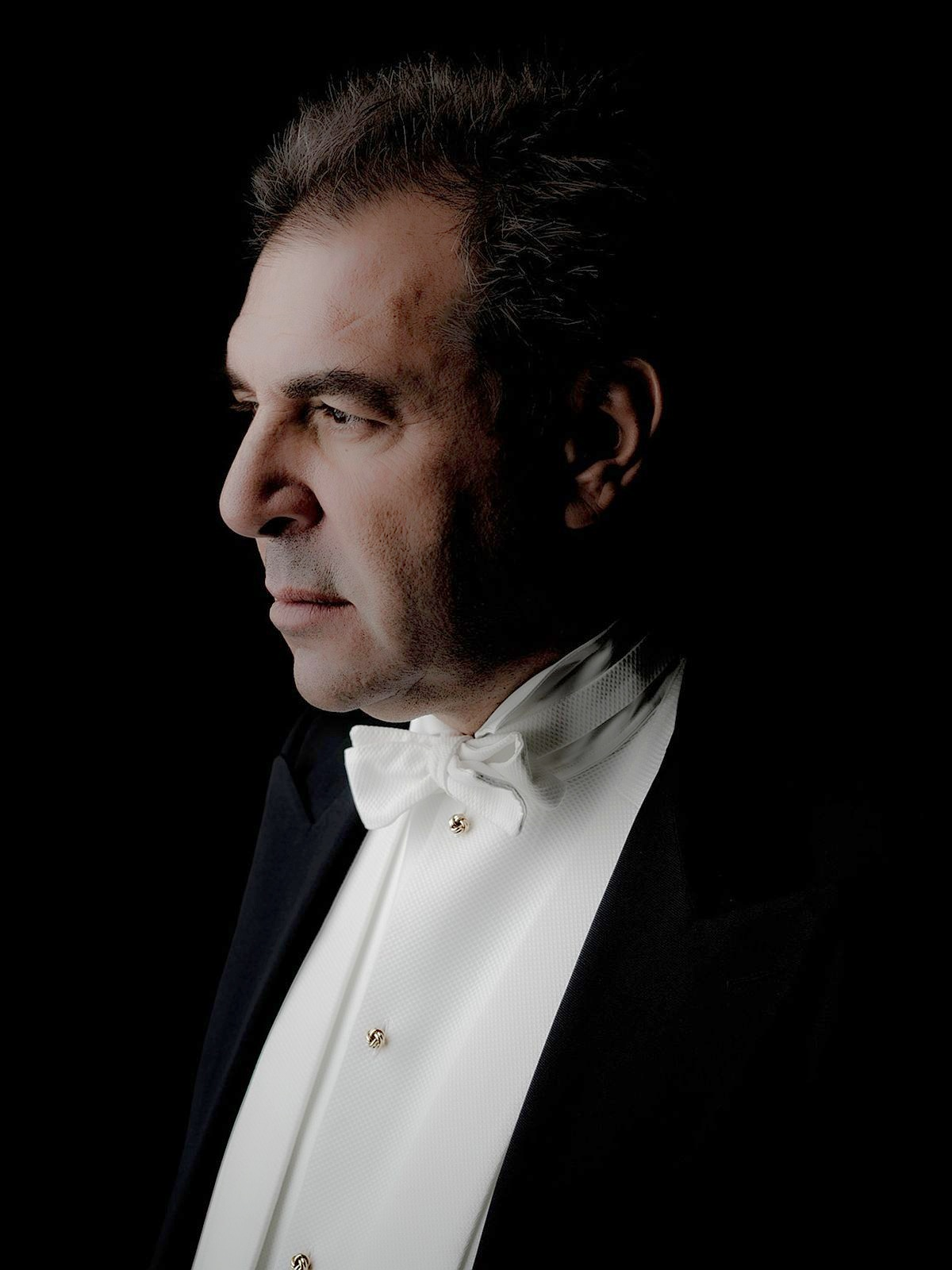
Daniele Gatti (2017)], Director principal desde 2024

La Orquesta Estatal Sajona de Dresde (en alemán: Sächsische Staatskapelle Dresden o Staatskapelle Dresden) es una agrupación orquestal alemana con sede en Dresde, que fue fundada en 1548, lo que la hace la más antigua del mundo. A la vez es una de las mejores orquestas del mundo. Su sala de conciertos habitual es la Semperoper. Christian Thielemann ha sido su director musical desde 2012 hasta 2024, cuando ha asumido su puesto el director italiano Daniele Gatti.
Además, la orquesta ha sido la titular del Festival de Pascua de Salzburgo entre 2023 y 2022, mientras Christian Thielemann fue director musical del mismo.

## Historia
La orquesta ha tenido muchos directores de orquesta destacados. En sus primeros años Heinrich Schütz estuvo asociado a ella y en el siglo XIX Carl Maria von Weber y Richard Wagner fueron sus directores principales. En el siglo XX Richard Strauss estuvo muy relacionado con ella como director y como compositor; varias de sus obras fueron estrenadas por el conjunto. También Karl Böhm y Rudolf Kempe fueron sus directores, años en los que la agrupación contribuyó destacadamente a la discografía de aquel compositor.
Herbert Blomstedt fue director musical de la Staatskapelle entre 1975 y 1985. Con ella grabó un ciclo completo de las nueve sinfonías de Beethoven.
Giuseppe Sinopoli fue el director principal hasta su muerte en 2001. En agosto de 2002, Bernard Haitink tomó el puesto, hasta su repentina renuncia en 2004. En agosto de 2007 Fabio Luisi comenzó su actividad como Director Principal de la orquesta. Desde el inicio de la temporada 2012-22013 hasta 2024 el Kapellmeister es Christian Thielemann. Actualmente el cargo lo ostenta Daniele Gatti.
Desde hace muchos años, la orquesta fugura entre las diez mejores orquestas del mundo.

## Directores
| - (1548–1554) Johann Walter - (1555–1568) Mattheus Le Maistre - (1568–1580) Antonio Scandello - (1580–1584) Giovanni Battista Pinelli - (1587–1619) Rogier Michael - (1615–1672) Heinrich Schütz Hofkapellmeister - (1654–1680) Vincenzo Albrici - (1656–1680) Giovanni Andrea Bontempi - (1666–1688) Carlo Pallavicini - (1688–1700) Nicolaus Adam Strungk Hofkapellmeister - (1697–1728) Johann Christoph Schmidt Hofkapellmeister - (1717–1719) Antonio Lotti - (1717–1729) Johann David Heinichen - (1725–1733) Giovanni Alberto Ristori - (1733–1763) Johann Adolph Hasse Hofkapellmeister - (1776–1801) Johann Gottlieb Naumann Hofkapellmeister - (1802–1806) Ferdinando Paer Hofkapellmeister - (1810–1841) Francesco Morlacchi Hofkapellmeister - (1816–1826) Carl Maria von Weber Hofkapellmeister - (1826–1859) Carl Gottlieb Reissiger Hofkapellmeister - (1843–1848) Richard Wagner Hofkapellmeister | - (1850–1880) Carl August Krebs - (1874–1877) Julius Rietz - (1877–1884) Franz Wüllner - (1884–1914) Ernst von Schuch - (1914–1921) Fritz Reiner - (1922–1933) Fritz Busch - (1934–1943) Karl Böhm - (1943–1944) Karl Elmendorff - (1945–1950) Joseph Keilberth - (1949–1953) Rudolf Kempe - (1953–1955) Franz Konwitschny - (1956–1958) Lovro von Matačić - (1960–1964) Otmar Suitner - (1964–1967) Kurt Sanderling - (1966–1968) Martin Turnovský - (1975–1985) Herbert Blomstedt - (1985–1990) Hans Vonk - (1992–2001) Giuseppe Sinopoli - (2002–2004) Bernard Haitink - (2007–2010) Fabio Luisi - (2012–2024) Christian Thielemann - (2024– ) Daniele Gatti |

## Compositores residentes
- Isabel Mundry (2007–2008)
- Bernhard Lang (2008–2009)
- Rebecca Saunders (2009–2010)
- Johannes Maria Staud (2010–2011)
- Lera Auerbach (2011–2012)